# Adenosine
Adenosine is een ribonucleoside die is opgebouwd uit adenine en ribose (een pentose). Het maakt deel uit van het monomeer adenosinemonofosfaat, waaruit DNA en RNA zijn opgebouwd. De binding tussen adenine en ribose wordt een β-N9-glycosidische binding genoemd.
Wanneer adenine vastzit aan desoxyribose in plaats van ribose, wordt het geheel desoxyadenosine genoemd.

## Biochemische functies en eigenschappen
Adenosine is een belangrijke bio-organische verbinding. Het maakt deel uit van de energierijke molecule adenosinetrifosfaat (ATP), adenosinedifosfaat (ADP), adenosinemonofosfaat (AMP) en van talrijke co-enzymen, zoals acetyl-CoA, NADPH en NADH. Adenosine speelt bijgevolg een belangrijke rol in verschillende biochemische processen, zoals energietransfer en signaaltransductie.
Adenosine kan worden afgebroken door het enzym adenosinedeaminase, dat zich onder meer in rode bloedcellen en in bloedvatcellen bevindt. Dipyridamol inhibibeert deze afbraak en zorgt ervoor dat adenosine zich in het bloed kan opstapelen. Dit kan leiden tot coronaire vasodilatatie.